# Rob Simonsen
Rob Simonsen (Saint Louis, 11 maart 1978) is een Amerikaans filmcomponist.
Simonsen komt uit een muzikale familie waarvan zijn grootmoeder zanglerares was. Hij speelde zelf op jonge leeftijd al piano en stond later ook ingeschreven bij de universiteit van Oregon en de Portland State University. Hij begon zijn muzikale carrière bij de filmcomponist Mychael Danna als assistent, arrangeur en orkestratie. Simonsen samenwerking met Danna kreeg een vervolg als additioneel componist en mede-componist voor de producties van Danna. Sinds 2010 componeert Simonsen zijn filmmuziek voornamelijk alleen.

## Filmografie
- 2003: Westender
- 2004: Two Fisted
- 2005: Eve and the Fire Horse
- 2008: Management (met Mychael Danna)
- 2008: 8 (Segment "How can it Be ?") (met Mychael Danna)
- 2009: (500) Days of Summer (met Mychael Danna)
- 2010: All Good Things
- 2011: Brooklyn Brothers Beat the Best
- 2012: LOL
- 2012: Seeking a Friend for the End of the World (met Jonathan Sadoff)
- 2012: Girl Most Likely
- 2013: The Spectacular Now
- 2013: The Way Way Back
- 2013: The English Teacher
- 2014: Wish I Was Here
- 2014: Foxcatcher
- 2015: The Age of Adaline
- 2015: Stonewall
- 2015: Burnt
- 2016: Miss Stevens
- 2016: The Master Cleanse (met Eskmo en Russ Howard III)
- 2016: Nerve
- 2016: Viral
- 2016: Demain tout commence
- 2017: Going in Style
- 2017: Gifted
- 2017: The House of Tomorrow
- 2022: The Whale
- 2024: Deadpool & Wolverine
- 2024: It Ends with Us

## Overige producties

### Televisiefilms
- 2008: Hit Factor

### Televisieseries
- 2009: Dollhouse (2009 - 2010) (met Mychael Danna)
- 2010: Blue Bloods (2010, hoofdthema 2010 - 2016)
- 2012: Battleground
- 2015: Life in Pieces (2015 - 2017)

### Documentaires
- 2010: Love Etc.
- 2012: The Final Member

### Additionele muziek
Simonsen componeerde ook aanvullende muziek voor andere componisten (voornamelijk Mychael Danna). 
- 2005: Aurora Borealis (voor Mychael Danna)
- 2006: Lonely Hearts (voor Mychael Danna)
- 2007: Surf's Up (voor Mychael Danna)
- 2008: Stone of Destiny (voor Mychael Danna)
- 2009: The Imaginarium of Doctor Parnassus (voor Mychael Danna)
- 2011: Moneyball (voor Mychael Danna)
- 2012: Life of Pi (voor Mychael Danna)